# مهاجرو الرحمة

شعار يحمل الجراح المقدسة ليسوع، التي حملها مهاجرو الرحمة.

حركة مهاجري الرحمة (بالإنجليزية: Pilgrimage of Grace)‏ هي حركة تمرد شعبية في يورك، إنجلترا في عام 1536، بقيادة روبرت آسك وتوماس دارسي وروبرت كونستابل وفرانسيس بيجود اعتراضًا على الصدام بين الملك هنري الثامن ملك إنجلترا والكنيسة الرومانية الكاثوليكية والذي نتج عنه حل الأديرة، وما تلاه من تغيرات سياسية واجتماعية واقتصادية. انتهى التمرد على يد جيش بقيادة توماس كرومويل في فبراير 1537.